# 7 Dywizja Kawalerii (Cesarstwo Niemieckie)
7 Dywizja Kawalerii (niem. 7. Kavallerie-Division)  – związek taktyczny Armii Cesarstwa Niemieckiego. 
W sierpniu 1914 rozwinięto w Niemczech do etatów wojennych istniejące w okresie pokoju związki operacyjne (armie) i związki taktyczne. W składzie III Korpusu Kawalerii została rozwinięta między innymi 7 Dywizja Kawalerii. W I wojnie światowej dywizja walczyła na froncie zachodnim.

## Struktura organizacyjna
Skład od 2 VIII 1914 do 20 IX 1915:
- dowództwo dywizji
- 26 Brygada Kawalerii
  - 25 pułk dragonów
  - 26 pułk dragonów
- 30 Brygada Piechoty
  - 15 pułk dragonów
  - 9 pułk huzarów
- 42 Brygada Kawalerii
  - 11 pułk ułanów
  - 15 pułk ułanów